# Michelangelo Castelli
Michelangelo Castelli (Racconigi, 4 dicembre 1808 – Torino, 20 agosto 1875) è stato un politico italiano, deputato e senatore del Regno di Sardegna.

## Biografia
Di famiglia benestante di idee giacobine, Michelangelo Castelli studia giurisprudenza all'Università degli Studi di Torino dove si laurea nel luglio 1835. Già nell'ottobre dello stesso anno è eletto, a soli 27 anni, sindaco di Racconigi, carica che manterrà fino al 1837. Dal 1847 collabora con il giornale torinese Il Risorgimento, lavorando nella sezione politica a fianco di Cavour, direttore del giornale.
Vicino agli ambienti Risorgimentali, amico e confidente di Cavour, viene eletto per la prima volta Deputato del Regno di Sardegna nella I legislatura, il 26 giugno 1848. Deputato per altre cinque legislature (1849-1859) nel 1852 viene nominato Segretario del Ministero dell'interno, carica che manterrà fino al marzo 1854.
Il 29 giugno 1860 viene nominato Senatore del Regno di Sardegna, su relazione di Gabrio Casati. In ambito professionale diventa nel luglio del 1854 Direttore generale degli Archivi generali di Torino.
Muore a Torino il 20 maggio 1875.

## Cariche e Titoli
Nel quadro della sua attività politica Castelli ricopre numerosi incarichi:
- Consigliere di Legazione a Parigi (1850);
- Segretario dell'Ordine dei Santi Maurizio e Lazzaro;
- Consigliere della Direzione dei Teatri del Regno:
- Socio della Deputazione di Storia Patria di Torino e delle antiche province di Lombardia

## Onorificenze
Durante la sua vita fu insignito delle seguenti onorificenze
Fu anche segretario dell'ordine dei Santi Maurizio e Lazzaro.